# Castro de Coaña

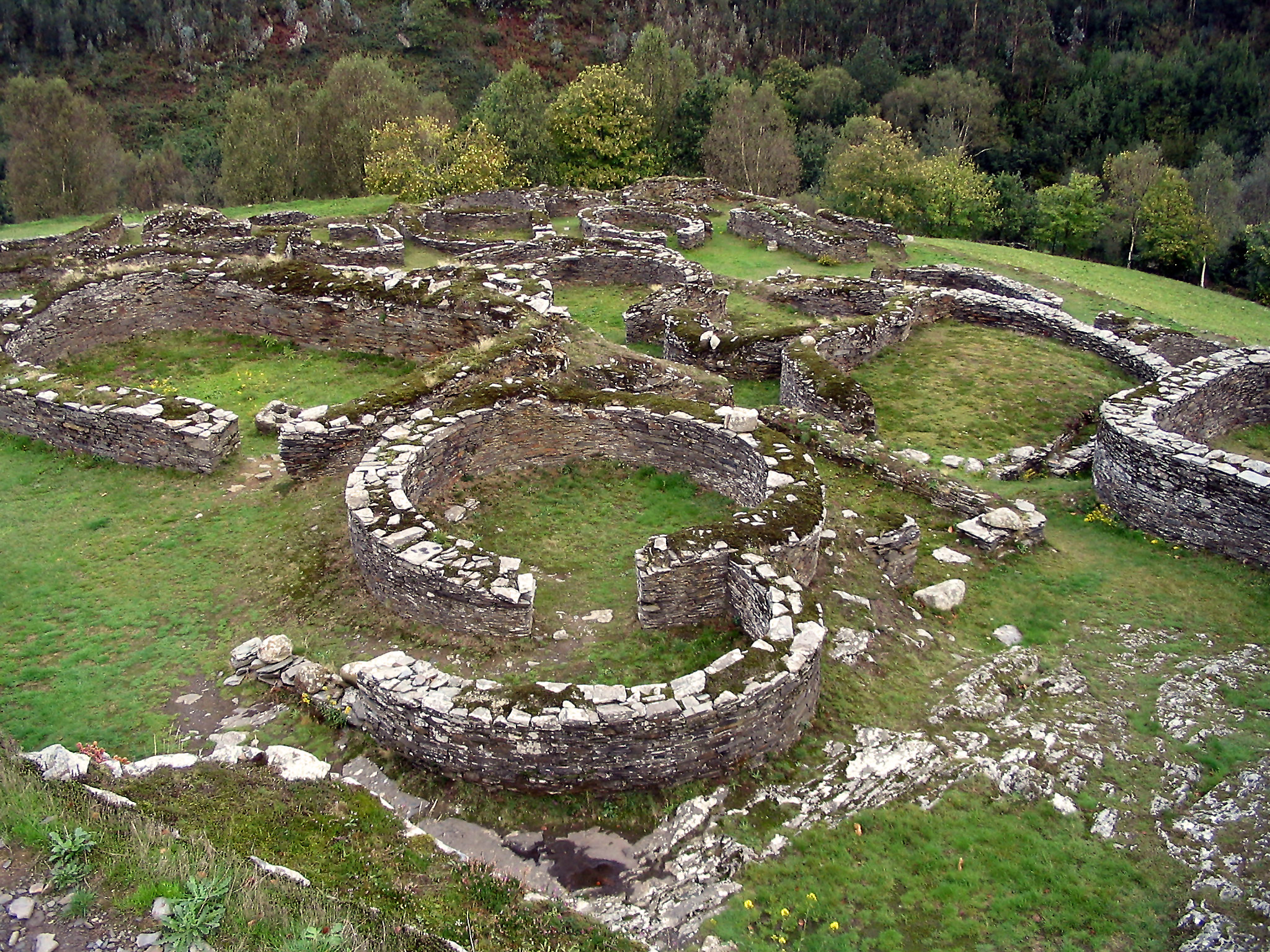
Vue du castro

Le castro de Coaña, castrillon, castelón de Villacondide ou simplement castilón, est un castro situé dans la paroisse de Villacondide, Coaña (Asturies, Espagne),. Il a été le premier castro étudié et est classé depuis 1993 bien d'intérêt culturel.

### Sources et bibliographie
- (es) Cet article est partiellement ou en totalité issu de l’article de Wikipédia en espagnol intitulé « Castro de Coaña » (voir la liste des auteurs).
- (es) Francisco Jordá Cerdá, Nueva guía del Castro de Coaña, Fundación Pública de Cuevas y Yacimientos Prehistóricos de Asturias, coll. « Guías de arqueología asturiana » (no 1), 1983 (lire en ligne) [PDF]
- (es) Guía breve para el visitante al Castro de Coaña (lire en ligne) [PDF]
- (es) Asociación Amigos del Parque Histórico del Navia (Grandas de Salime), « El Castro de Coaña y otros yacimientos visitables: El Castro de Coaña », sur www.castrosdeasturias.es (consulté le 23 octobre 2012)